# Cesare Natali
Pour les articles homonymes, voir Natali.
Cesare Natali (né le 5 avril 1979 à Bergame) est un footballeur italien qui joue au poste de défenseur. 

## Carrière en club
En juillet 2012, il signe un contrat de deux saisons en faveur de Bologne FC.

## Source de traduction
- (it) Cet article est partiellement ou en totalité issu de l’article de Wikipédia en italien intitulé « Cesare Natali » (voir la liste des auteurs).